# Adams Express Company
Adams Diversified Equity Fund, (NYSE: ADX), är ett amerikanskt investmentbolag som agerar som en aktiefond och investerar efter den konservativa ideologin och att det ska generera god avkastning på längre sikt mot en lägre marknadsrisk. Bolaget startades 1854 av Alvin Adams som ett logistikföretag, och som var en av de första som utnyttjade tågets fördel mot transporter med häst. 
Adams Diversified Equity Fund är ett av de äldsta bolagen som är listade på NYSE och är en av fem bolag på börsen som är fortfarande slutna fonder. De har haft utdelning varje år sedan 1935.